# Смит, Луиза Петтибон
Луиза Петтибон Смит (1887—1981) — американский библеист, профессор, переводчик, писатель и общественный деятель. Она стала первой женщиной, опубликованной в «Journal of Biblical Literature (Журнал библейской литературы)» в 1917 году. Позже она стала председателем Американского комитета по защите граждан иностранного происхождения и осуждала Комиссию по расследованию антиамериканской деятельности за «маккартизм».

## Семья и образование
Луиза Смит родилась 4 октября 1887 года в Огденсберге, штат Нью-Йорк, в семье Алонзо Альбертуса Смита и Мэри Луиз Петтибон. Ее дедушка был одним из основателей Общества, борющегося за отмену рабства в штате Нью-Йорк, а ее отец был редактором республиканской газеты в северной части Нью-Йорка.
Смит училась в колледже Брин-Мар, где в 1908 году получила степень бакалавра, в 1912 году — степень магистра и, наконец, в 1917 году — докторскую степень по семитским языкам и палестинской археологии. Она написала диссертацию на тему «The Messianic Ideal of Isaiah» (Мессианский идеал Исаии). Она занималась исследовательской деятельностью в Божественной школе Чикагского университета, колледже Рэдклиффа и в университетах Германии.

## Карьера
С 1908 по 1911 год Смит преподавала английский и латынь в колледже Хардин, в штате Миссури. Она получила стипендию Thayer в размере 800 долларов, предоставленную Гарвардским университетом , и в 1913-1914 гг. жила в Иерусалиме и работала в Американской школе восточных исследований. В 1915 году она стала профессором на кафедре библейской истории в колледже Уэллсли, проработав там до 1953 года. Впоследствии она получила статус эмерита.  В последние годы Второй мировой войны Смит прекратила академическую деятельность, для того чтобы вступить в Американскую ассоциацию помощи жертвам греческой войны. Она работала в лагере для беженцев ООН в Палестине и преподавала английский язык в колледже Пирса, расположенного в Афинах.
Смит стала членом Общества библейской литературы в 1915 году, а в 1917 году стала первой женщиной, опубликовавшей статью в «Journal of Biblical Literature (Журнал библейской литературы)». Она была секретарем общества с 1950 по 1952 год и представляла его на Конференции Организации Объединенных Наций по вопросам образования, науки и культуры в Нью-Йорке в 1951 году.  
Смит перевела работы известных немецких ученых, таких как Рудольф Бультман (Jesus and the Word, 1934; Faith and Understanding, 1969), Ханс Хофман (The Theology of Reinhold Niebuhr ,1956) и Карл Барт (Theology and Church, 1962). В 1958 году вместе с Джозефом Арутюняном она занималась переводами с латыни на английский язык и отредактировала Библейские комментарии Жана Кальвина. Смит также публиковала свои научные труды в различных журналах, обзорах и комментариях. Вместе с Джеймсом Т. Клеландом она написала обозрение на Книгу Руфи.
Именно работа над Библией и комментариями Кальвина сформировала ее социальную точку зрения, что привело к критике политики правительства США. Она видела сходство между тем, что происходило в США, и тем, что она пережила до войны в Германии. В 1951 году она была избрана председателем Американского комитета по защите граждан иностранного  происхождения. В этой роли она путешествовала по стране, рассказывая об «обещании справедливого и свободного общества». Об этом она позже рассказала в книге «Torch of Liberty: Twenty-Five Years in the Life of the Foreign Born in the USA» (Факел свободы: двадцать пять лет в жизни иностранца, родившегося в США) (1959 г.). В 1961 году она назвала Комиссию по расследованию антиамериканской деятельности «ненужной и антиамериканской» и призвала отказаться от принятого Акта Смита и Акта Маккаррана. В 1962 году в ее честь в Нью-Йорке был проведен банкет, на котором ее называли «правдолюбцем и борцом за справедливость». 

## Публикации

### На языке оригинала
- Pettibone Smith L. The Messianic Ideal of Isaiah: A Dissertation Presented to the Faculty of Bryn Mawr College in Part Fulfilment of the Requirement for the Degree of Doctor of Philosophy, June 1917 (Classic Reprint) (англ.) // FB&C Limited. — 2018.
- Pettibone Smith L. The Messianic Ideal of Isaiah (англ.) // Journal of Biblical Literature : journal. — 1917. — Vol. 36. — P. 158—212.
- Pettibone Smith L. Review of "Palestine is our Business" by Millar Burrows (англ.) // American Academy of Religion : journal. — 1950. — Vol. 18. — P. 199.
- Pettibone Smith L. The Book of Micah (англ.) // Interpretation. — 1952. — Vol. 6. — P. 210—227.
- Pettibone Smith L., Cleland J. T. The Book of Ruth. The Interpreter's Bible (англ.) // New York: Abingdon-Cokesbury. — 1953.
- Pettibone Smith L. Torch of Liberty: Twenty-Five Years in the Life of the Foreign Born in the USA (англ.) // New York: Dwight-King. — 1959.